# Speedway (Indiana)
Speedway es un pueblo ubicado en el condado de Marion en el estado estadounidense de Indiana. En el Censo de 2010 tenía una población de 11812 habitantes y una densidad poblacional de 956,91 personas por km².

## Geografía
Speedway se encuentra ubicado en las coordenadas 39°47′37″N 86°14′51″O / 39.79361, -86.24750. Según la Oficina del Censo de los Estados Unidos, Speedway tiene una superficie total de 12.34 km², de la cual 12.32 km² corresponden a tierra firme y (0.17%) 0.02 km² es agua.

## Demografía
Según el censo de 2010, había 11812 personas residiendo en Speedway. La densidad de población era de 956,91 hab./km². De los 11812 habitantes, Speedway estaba compuesto por el 74.18% blancos, el 16.75% eran afroamericanos, el 0.31% eran amerindios, el 2.05% eran asiáticos, el 0.03% eran isleños del Pacífico, el 4.43% eran de otras razas y el 2.26% pertenecían a dos o más razas. Del total de la población el 7.56% eran hispanos o latinos de cualquier raza.